# Alicia Haber
Alicia Haber   (Montevideo, 21 d'octubre de 1946) és una historiadora d'art, crítica d'art, comissària i professora uruguaiana.

## Biografia
Va estudiar a l'Institut de Professors Artigas i es va beneficiar en tres ocasions de la beca Fulbright als Estats Units d'Amèrica. Es va especialitzar en història i crítica d'art. Va ser comissària cap del Departament de Cultura de la Intendència de Montevideo entre 1988 i 2009. Va exercir la crítica d'art al diari El País entre 1982 i 2009. Va ser directora del Museu Virtual d'Arts (MUVa) d'El País des de la seva formació el 1996.
Ha estat comissària de nombrosos projectes expositius per a museus i centres culturals del seu país i de l'exterior, comissària de l'enviament uruguaià a la Biennal de Cuenca el 2001, i el 2005 comissària de l'exposició de Lacy Duarte a la Biennal de Venècia. Va ser autora de nombroses monografies i textos crítics per a publicacions, catàlegs i llibres d'art.

## Obres
- Haber, Alicia. Luis A. Solari: Máscaras todo el año (en castellà).  Montevideo: Linardi y Risso, 2003. ISBN 9974-559-36-7.
- Haber, Alicia. José Gurvich: Murales, esculturas y objetos (en castellà).  Montevideo: Fundación Gurvich, 2003. ISBN 978-9974-7778-0-4.
- Haber, Alicia. José Gurvich: Un canto a la vida (en castellà), 1997. ISBN 978-9974-555-11-2.
- Haber, Alicia. Tola Invernizzi: el tiempo en que el arte se enfureció (en castellà).  Montevideo: Trilce, 2007. ISBN 978-9974-32-445-9.